# Corythornis
Corythornis es un género de aves coraciiformes de la familia Alcedinidae propios de África.

## Especies
El género comprende las siguientes especies:
- Corythornis madagascariensis (Linnaeus, 1766) - martín pigmeo malgache;
- Corythornis leucogaster (Fraser, 1843) - martín pescador ventriblanco;
- Corythornis cristatus (Pallas, 1764) - martín pescador malaquita;
- Corythornis vintsioides (Eydoux & Gervais, 1836) - martín pescador malgache.